# شوسوكي كاتاياما
شوسوكي كاتاياما (باليابانية: 片山 奨典) (8 سبتمبر 1983 في نارا في اليابان – )؛ هو لاعب كرة قدم ياباني سابق كان يلعب كمدافع.

## وصلات خارجية
- شوسوكي كاتاياما على موقع رابطة كرة القدم اليابانية للمحترفين (اليابانية)
- شوسوكي كاتاياما على موقع قاعدة بيانات كرة القدم.إي يو (الإنجليزية)
- شوسوكي كاتاياما على موقع Soccerway.com (الإنجليزية)
- شوسوكي كاتاياما على موقع عالم كرة القدم.نت (الإنجليزية)